# Агава широкоокаймленная
Агава широкоокаймленная (лат. Agave macroacantha) — вид суккулента, относящийся к роду Агава семейства Агавовые.

## Морфология
Листья голубоватого оттенка, тонкие, формируют розетку, диаметр которой обычно превышает 40 см. Иногда образуют группы.

## Размножение
В основном семенами.

## Выращивание
Отлично переносит интенсивное солнечное освещение и жару, но полностью не выносит заморозков. Можно размножать черенками.

## Природный ареал
Мексика.